# Thomasville (Caroline du Nord)
La ville de Thomasville  est située dans les comtés de Davidson et de Randolph, dans l’État de Caroline du Nord, aux États-Unis. En 2010, sa population était de 26 757 habitants.

## Démographie
| 1860 | 1870 | 1880 | 1890 | 1900 | 1910  |
| ---- | ---- | ---- | ---- | ---- | ----- |
| 308  | 214  | 450  | 590  | 751  | 3 877 |

| 1920  | 1930   | 1940   | 1950   | 1960   | 1970   |
| ----- | ------ | ------ | ------ | ------ | ------ |
| 5 676 | 10 090 | 11 041 | 11 154 | 15 190 | 15 230 |

| 1980   | 1990   | 2000   | 2010   | - | - |
| ------ | ------ | ------ | ------ | - | - |
| 14 144 | 15 915 | 19 788 | 26 757 | - | - |